# Великобудищанська волость (Гадяцький повіт)
Великобудищанська волость — адміністративно-територіальна одиниця Гадяцького повіту Полтавської губернії.

Станом на 1885 рік — складалася з 26 поселень, 3 сільських громад. Населення 5222 — осіб (2524 осіб чоловічої статі та 2698 — жіночої), 869 дворових господарств.

Старшинами волості були:
- 1900—1904 роках селянин Петро Микитович Мусіяненко;
- 1913 року селянин Петро Васильович Лукаш;
- 1915 року[2] Іван Семенович Даценко.

## Сучасний стан
Нині територія волості входить до складу Великобудищанської сільської ради Гадяцького району Полтавської області.